# Gatto tartarugato

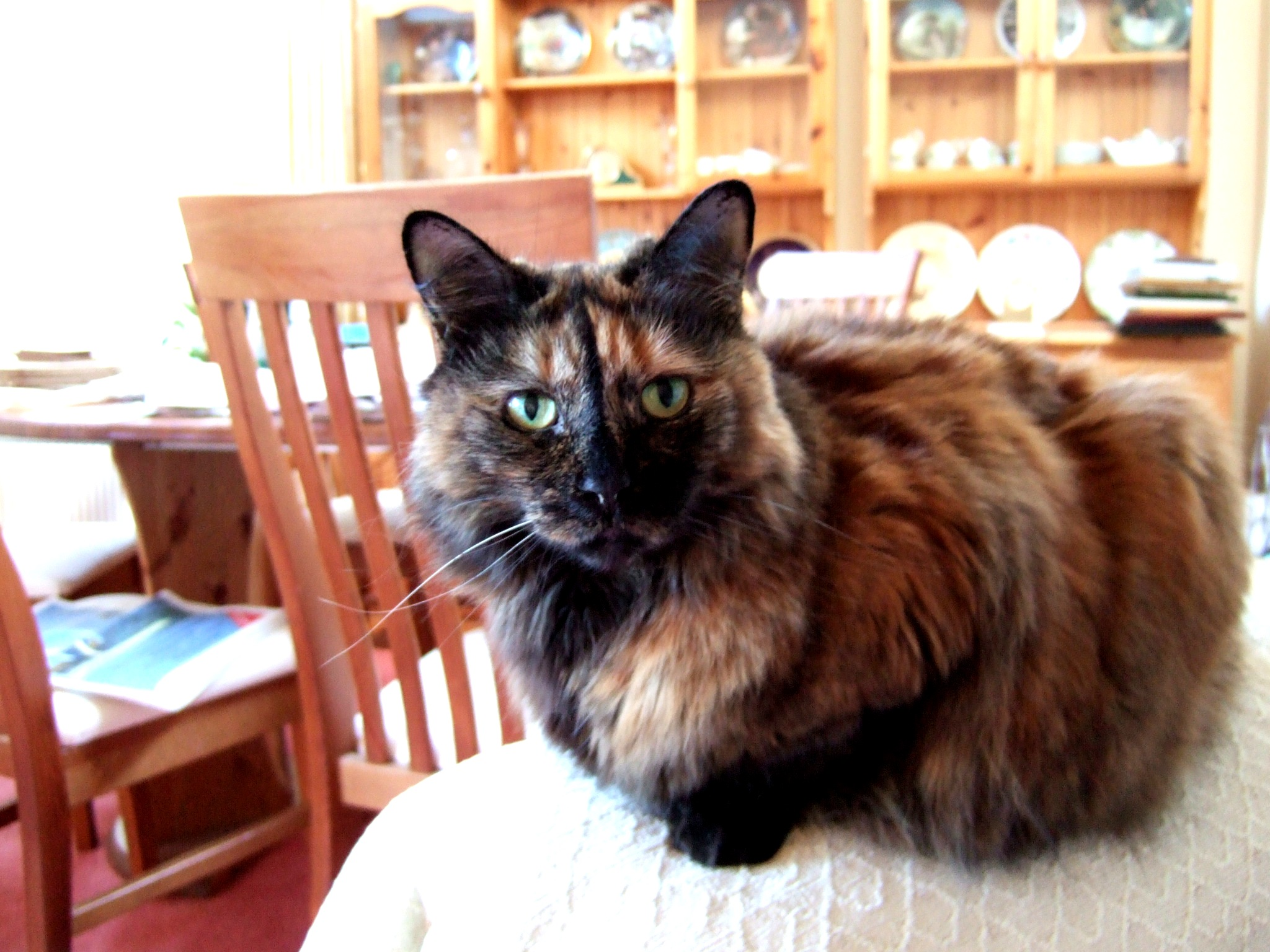
Un gatto tartarugato

Il nome gatto  tartarugato, o gatto squamino (una variante del gatto calico) deriva dal termine inglese tortoiseshell (a guscio di tartaruga), e viene utilizzato per indicare i gatti in cui il pelo è colorato a chiazze arancioni, crema, cioccolato,  nere, striate e bianche.
Responsabile della colorazione a guscio di tartaruga è l'allele O, variante del gene recessivo o, che consente la conversione della eumelanina in feomelanina, la quale determina il colore rosso del pelo. Questo allele è presente solo nel cromosoma X, quindi un gatto maschio può essere portatore solo di un genotipo XOY (gatto rosso) o XoY (gatto nero), mentre la femmina può avere un genotipo XOXO (gatta rossa),  XoXo (gatta nera) o XOXo, che dà origine alla colorazione a guscio di tartaruga.
Questa colorazione "a macchie" si deve ad un fenomeno di mosaicismo delle cellule epiteliali dell'animale: in maniera casuale uno dei due cromosomi X contenente il gene per il colore viene "silenziato" mediante il meccanismo di inattivazione del cromosoma X o lyonizzazione in quanto l'espressione dei geni contenuti in entrambi risulterebbe troppo elevata (sovraespressione); la selezione casuale avviene cellula per cellula in maniera indipendente, questo comporta quindi la presenza di macchie a colore rosso e di macchie a colore nero.
Molto raramente (circa 1/3000) un gatto maschio può presentare pelo tartarugato. Tipicamente, questi gatti hanno un cromosoma X aggiuntivo (corredo XXY), condizione nota nell'uomo come sindrome di Klinefelter, in cui uno dei due cromosomi X è inattivato a mosaico. Come nell'uomo, questi esemplari sono solitamente sterili a causa dello sbilanciamento nell'espressione dei cromosomi sessuali. In altri casi si possono avere chimere, che risultano dalla fusione di due embrioni con diverso genotipo per il colore del pelo.
In Gran Bretagna e America del Nord esistono definizioni specifiche per i gatti tartarugati il cui pelo presenta una predominanza di bianco con macchie rosse e marroni: in Gran Bretagna sono detti tartarugati e bianchi (tortoiseshell-and-white), mentre in America del Nord gli stessi gatti sono detti Calico. La denominazione tartarugato viene perciò intesa per tutti gli altri gatti in cui il bianco è quasi assente; in Italia, invece, non esiste questa differenza.
Questa denominazione non indica una razza ma solamente una varietà di colore del pelo dell'animale, infatti può apparire in razze differenti così come in gatti non di razza.

## Pelo
I gatti tartarugati hanno un pelo a chiazze rosse, rossastre, marroni o nere, color cioccolato, crema e bianco. La dimensione delle chiazze può variare, 
si va da piccole macchie screziate a larghe aree di colore pieno. Se un gatto ha un velo di colore bianco facilmente anche le aree di colore pieno saranno maggiori.
Alcuni geni possono modificare la colorazione diluendo un colore pieno, schiarendolo e modificando il pelo in una miscela di crema, blu, fulvo e lilla. 
Solitamente i disegni sono asimmetrici, e in alcuni casi possono essere tigrati (alla maniera di un gatto soriano), oppure punteggiati. Il pelo può essere corto oppure lungo.

## Anatomia
Il pelo di un tartarugato contiene sia feomelanina che eumelanina, che fanno parte del gruppo delle melanine e sono responsabili rispettivamente delle pigmentazioni: rossa/rossastra e nera/marrone scuro.
Quando domina una delle due melanine il pelo del gatto avrà un colore di base più fulvo o più nero.